# 1956年中国大陆
| 中国历史 / 中国历史年表 |
| 世紀： 19世纪中国 / 20世纪中国 / 21世纪中国 |
| 年代： 1920年代中国 / 1930年代中国 / 1940年代中国 / 1950年代中国大陆 / 1960年代中国大陆 / 1970年代中国大陆 / 1980年代中国大陆                                 |
| 年份： 1952年中国大陆 / 1953年中国大陆 / 1954年中国大陆 / 1955年中国大陆 / 1956年中国大陆 / 1957年中国大陆 / 1958年中国大陆 / 1959年中国大陆 / 1960年中国大陆 |
| 纪年： 丙申年（猴年）、中华人民共和国成立7周年 |

## 领导人
- 中共中央主席：毛泽东
- 国家主席：毛泽东
- 国务院总理：周恩来
- 全国人大常委会委员长：刘少奇
- 国家副主席：朱德

## 大事記
- 夏培肃完成了第一台电子计算机运算器和控制器的设计工作，同时编写了中国第一本电子计算机原理讲义。
- 中国实行禁海政策，致使中国渔民无法前往南沙进行捕捞生产。待该政策废止于1986年时，中国渔民才发现一直是中国传统渔业海域的南沙群岛中的多个岛礁已经被越南等国占领。[1]
- 全国农田1437.7公顷水灾，海河全流域大水，各河决口数十处，农田受灾391.5万公顷，成灾284.4万公顷，京广铁路中断。淮河中下游洪水，农田415.5万公顷水灾，倒房108万间，死亡1200人。松花江流域洪水，黑龙江、吉林两省66.7万公顷农田受灾，死亡173人。5612号台风造成浙江沿海和北部地区75个县市受灾，40余万公顷农田受淹，倒房71.5万间，死亡4925人，其中台风登陆点象山县死亡3403人。川、陕、甘局部地区水灾。

### 1月
- 1月1日——中国《解放军报》创刊。
- 1月4日——中蒙苏三国政府发布关于建成从蒙古乌兰巴托到中国集宁的铁路，并在三国之间开始铁路联运的联合公报。同日，正式通车。
- 1月10日——中共中央转发《民族事务委员会党组关于少数民族语文工作中几个问题的报告》，指出：帮助少数民族创立和改革文字，是当时乃至现在中国共产党迫切需要解决的一项重要问题。
- 1月24日——中国科学院首次向中国有成就的自然科学家颁发了1956年度科学奖金。
- 1月29日——上海警方逮捕地方教会领袖。
- 1月31日——驻佛山沙堤的空18师54团MIG-17赵德安、吕世相双机在广东惠阳追击国军RF-86侦察机一架，迫使其在香港迫降损坏，后用船运走。

### 2月
- 2月6日——中国国务院发布了《关于推广普通话的指示》，在全国范围内推广普通话。
- 2月8日——周恩來主持國務院第24次全體會議，討論《關於目前私營工商業和手工業的社會主義改造中若干事項的決定（草案）》[2]:8。

### 3月
- 3月9日——新疆墨玉暴乱。二百多人袭击生产建设兵团农三团。
- 3月11日——五百多人袭击墨玉区委会、区公所、部队等，杀死1名解放军士兵。
- 3月23日——西藏黑(河)一阿(里)公路试线通车。全长1300多公里。

### 4月
- 4月3日——国务院决定将甘肃巴彦浩特蒙古族自治州和额济纳自治旗划归内蒙古自治区，合并为巴彦淖尔盟。原阿拉善旗巴彦浩特镇改为巴彦浩特市，由巴彦淖尔盟领导。
- 4月9日——中共中央发出关于四川省彝族和藏族地区反革命叛乱情况通报。
- 4月15日——经国务院和国防部批准，西藏地方部队和班禅警卫营在拉萨罗布林卡举行授衔典礼。
- 4月22日——西藏自治区筹备委员会在拉萨正式成立。
- 4月23日——中国第一种国产喷气式歼击机试制成功。
- 4月25日——毛泽东作《论十大关系》讲话。
- 4月26日——人民英雄纪念碑碑身工程完成，高25.37米。
- 4月28日——中共中央政治局扩大会议提出百花齐放、百家争鸣方针。

### 5月
- 中共在康區、安多等地強行推動政治改革與土地革命，密集對僧侶與寺院進行清算批鬥引發仇恨，西藏人民會議（西藏地下組織）組建游擊隊武裝反抗，青海、甘肅、四川藏區串聯反抗。
- 5月4日——新疆洛浦暴乱。二百多人煽动几千人袭击政府，切断电线通讯，破坏道路桥梁，绑架三名汉族干部，宣布建立伊斯兰共和国，解放军毙伤东突人员31人。
- 5月6日——西藏自治区筹备委员会第一次常委会会议，达赖喇嘛·丹增嘉措为西藏自治区筹备委员会主任，班禅额尔德尼·确吉坚赞为第一副主任，张国华为第二副主任。
- 5月12日——第二届全国人大常委会第40次会议通过《全国人民代表大会常务委员会关于县、市、市辖区、乡、民族乡、镇人民代表大会代表名额等问题的决定》。
- 5月24日——新疆莎车暴乱。建立东突厥斯坦政府，编唱东突厥斯坦国歌。袭击公安干警，被镇压。
- 5月26日——中國民航北京至拉萨试航成功。
- 5月30日——与阿拉伯埃及共和国建交，台灣與其斷絕外交關係。[3]:85

### 6月
- 6月2日——国务院通知对伊斯兰教一律不使用“回教”名称
- 6月3日——周恩来对把高君宇夫妇墓碑移出陶然亭一事提出了意见
- 6月7日——中国运动员首次打破世界纪录。解放军最轻量级举量运动员陈镜开在上海打破。
- 6月20日——中央提出既反冒进又反保守的方针
- 6月21日——中国政府宽大释放第一批日本战犯。
- 6月22日——夜间，浙江衢州空12师34团MIG-17鲁□单机在江西广丰击落国军B-17G夜航轰炸机一架，机上11人皆死。

### 7月
- 7月13日——解放牌汽车在长春第一汽车厂出厂。
- 7月21日——中國人民解放軍空軍米格-17被国军军官歐陽漪棻駕駛F-84戰鬥機獨力擊落兩架、擊傷兩架。飞行员宋义春、刘叶臣死亡。

### 8月
- 8月1日——5612号超强台风（JTWC命名WANDA）登录中国浙江省象山县，造成近5000人死亡。中国与阿拉伯叙利亚共和国建交。
- 8月22日——夜间，上海的空2师6团MIG-17张文逸单机在浙江舟山击落美军P4M-1Q电子侦察机一架，机上14人全死，事后中方渔船捞出四具尸体。

### 9月
- 9月15日至27日——中国共产党第八次全国代表大会在北京举行。
- 9月28日——中共第八届中央委员会第一次全体会议在北京举行。选举中央委员会主席毛泽东，副主席刘少奇、周恩来、朱德、陈云、总书记邓小平。

### 10月
- 10月1日——广东惠阳空18师54团MIG-17赵德安等四机在汕头海上击落国军F-84战斗机一架，击伤一架。
- 10月15日——總理周恩來向英國政府提出嚴重抗議，指責港英政府在雙十暴動中控制不力，致使人員、財物損失慘重。

### 11月
- 11月10日——夜间，浙江嘉兴空3师MIG-17张滋单机在浙江箫山击落国军C-46运输机一架，机上9人全死。
- 11月22日——云南大理白族自治州成立。